# Орудие убийства Джона Кеннеди

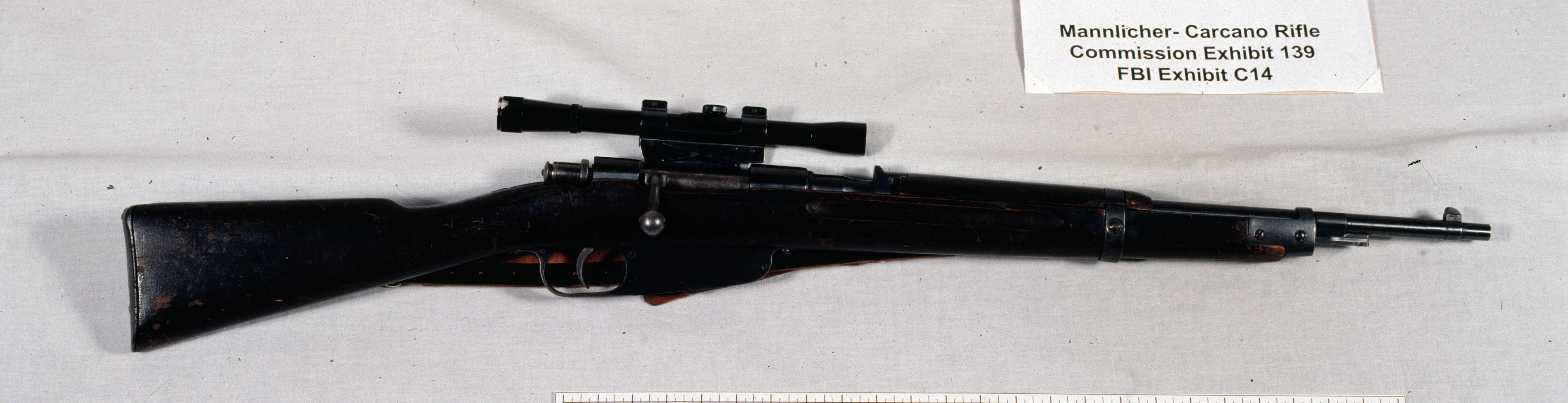
6,5-мм винтовка Каркано, принадлежавшая Ли Харви Освальду.

22 ноября 1963 г. президент США Джон Ф. Кеннеди был застрелен Ли Харви Освальдом.

## История винтовки Каркано
Винтовка Освальда — итальянская магазинная винтовка пехотного образца Fucile di Fanteria Modello 91/38 (Model 1891/1938), изготовленная на Королевском оружейном заводе в Терни (Regia fabbrica d’armi di Terni) в 1940 г., что установлено благодаря печати королевской короны и надписи «Терни». Серийный номер идентифицирует её как единственное оружие такого типа, изготовленное с этим номером. Так называемая винтовка с продольно-скользящим затвором Модель 91 была представлена в 1891 году Сальваторе Каркано для Туринского армейского арсенала. После 1895 года в Modello 91 использовалась обойма для боеприпасов en bloc, похожая (но не идентичная) на австрийские обоймы для боеприпасов Mannlicher, и, следовательно, названия Mannlicher и Carcano стали ассоциироваться с винтовкой Освальда; это присутствует в материалах комиссии Уоррена. В обойме использовались патроны 6,5 × 52 мм Cartuccia Modello 1895 без оправы (разработана в 1890 г.), также иногда называемые боеприпасами Маннлихера-Каркано, в честь конструктора винтовки и общего типа используемой обоймы.
В 1938 году базовая конструкция длинной винтовки модели 91 была заменена новой конструкции короткой винтовки модели 38 с новым типом боеприпасов: патроном7,35 × 51 мм с остроконечной пулей. 7,35-мм M38 производился с 1938 по 1940 год. В 1940 году, когда война шла полным ходом и не было возможности накопить достаточное количество боеприпасов 7,35 × 51 мм, короткие винтовки были переименованы в Modello 91/38 и снова были изготовлены для стрельбы патроны калибра 6,5 × 52 мм с круглым носом. Винтовка C2766 с серийным номером, отправленная Освальду в качестве излишка рекламируемого «итальянского карабина» в 1963 году, была короткой пехотной винтовкой этого типа (карабин), изготовленной под патрон 6,5 × 52 мм. Эта 6,5-мм винтовка Carcano M91/38 производилась с 1940 по 1941 год, и была снята с производства в пользу новой 6,5-мм винтовки M91/41, которая производилась до конца войны.
Винтовка C2766 была частью излишков винтовок, проданных итальянской армией на тендере нью-йоркской компании Adam Consolidated Industries. Перед отправкой в гавань Нью-Йорка в сентябре 1960 года винтовки были отремонтированы на заводе Riva Beretta Group в Сторо, Трентино.

## Покупка револьвера
9 октября 1962 года Ли Харви Освальд арендовал почтовый ящик номер 2915 в Далласе, штат Техас. 27 января 1963 года используя имя AJ Hidell и свой почтовый ящик в качестве адреса, он за 29,95 долл. плюс расходы на доставку и обработку заказал револьвер Smith & Wesson «Victory» Model .38 Special у «Seaport Traders» из Лос-Анджелеса. 20 марта товар был отправлен ему наложенным платежом по железной дороге, и из-за политики запрета их отправку оружия несовершеннолетним, Освальду пришлось забрать его непосредственно в офисе агентства Railway Express в Далласе.

## Покупка винтовки

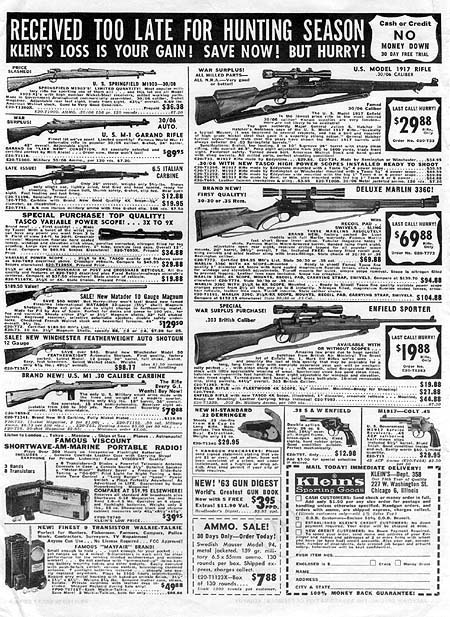
Реклама в журнале, через которую Освальд купил винтовку (левая колонка, третья сверху). На рекламном фото на самом деле изображен модифицированный Carcano TS, но к тому времени Klein’s поставляла модели Carcano 91/38.

12 марта 1963 года Освальд по рекламе в журнале American Rifleman разместил свой второй заказ по почте: на этот раз это был упомянутый «итальянский карабин 6,5» из чикагского магазина Klein’s Sporting Goods. Используя псевдоним «Алек Хиделл», Освальд заказал винтовку (модель не была указана в рекламе) в комплекте с прикрепленным новым оптическим прицелом с 4-кратным увеличением за 19,95 долл. США плюс почтовые расходы и обработка. Его денежный перевод включал цену винтовки (12,78 доллара) плюс оптический прицел (7,17 доллара), который должен был быть установлен на неё по индивидуальному заказу. Винтовка также была отправлена ему на его почтовый ящик в Далласе в тот же день, что и пистолет. Он забрал винтовку на почте 25 марта.
Винтовка, изображенная в рекламе, и винтовка, которую получил Освальд, не были одинаковыми. Компания Klein’s Sporting Goods изначально поставляла излишки карабинов Carcano модели M91 TS («moschettos») под своей рекламой «итальянский карабин». Однако с 13 апреля 1962 года её оптовый поставщик итальянских винтовок компания Crescent Firearms не смогла поставлять карабины Carcano TS и переключилась на излишки Carcano M91/38, которые стреляли теми же боеприпасами калибра 6,5 × 52 мм. Винтовка M91/38 была немного более длинной (100 см) короткой пехотной версией Carcano TS и имела ствол длиной 53 см, а не 45 см модели карабина ТС. Винтовка M91/38 имеет левостороннее крепление ремня, а не ремень под прикладом как у Carcano TS. Таким образом, хотя Освальд получил немного более длинную M91/38, которая была не совсем той винтовкой которая показана на рекламной фотографии (рекламная фотография не менялась до апреля 1963 года), он получил очень похожую итальянскую 6,5-мм короткую итальянскую винтовку с оптическим прицелом.
В конце марта Освальд попросил свою жену Марину сделать несколько фотографий, на которых он позирует на заднем дворе с винтовкой и пистолетом и держит в руках экземпляры газет The Worker и The Militant. Три фотографии были обнаружены среди вещей Освальда 23 ноября.

## Стрельба в Уокера
Марина Освальд показала, что 10 апреля 1963 года Ли сказал ей, что ранее той ночью использовал винтовку при попытке убить отставного генерала армии США и правого активиста Эдвина Уокера в его доме в Далласе. Пуля отклонилась от цели, когда попала в оконную раму. Освальд сбежал, спрятав винтовку и забрав её через день или два. Знакомая Освальдов Жанна де Мореншильдт рассказывала, что, когда вместе с мужем Джорджем посетили Освальдов 13 апреля, то увидела стоящую в углу шкафа «очень похожую» на «Каркано» винтовку. Когда она рассказала Джорджу об увиденном, он пошутил в адрес Ли: «Ты случайно не выстрелил в Уокера?»
Позже Де Мореншильды в альбоме для пластинок, который они одолжили Марине до своего переезда на Гаити в мае 1963 г. нашли копию одной из фотографий на заднем дворе, датированную от руки 5 апреля 1963 года (на русском языке) и подписанную Освальдом на обороте «Моему другу Джорджу от Ли Освальда».

## Обнаружение и изучение винтовки
Комиссия Уоррена обнаружила, что за несколько недель до убийства Освальд держал винтовку завернутой в одеяло и спрятанной в гараже друзей Майкла и Рут Пейн, где в то время жила Марина и куда Освальд иногда наведывался. Майкл Пейн описал «пакет, завернутый в одеяло», который, по его мнению, был туристическим снаряжением. Он действительно находил это странным, говоря себе: «Они больше не делают походное снаряжение из железных труб». Марина показала, что после того, как они с Ли перевезли свои вещи в дом Пейна в сентябре 1963 года, она нашла винтовку в одеяле, когда искала часть детской кроватки.
Комиссия пришла к выводу, что Освальд пронес винтовку контрабандой в хранилище школьных книг Техаса утром в день убийства, 22 ноября 1963 года, в пакете из коричневой бумаги, который, как он сказал коллеге, содержал «карнизы», хотя Освальд позже отрицал это и сказал, что в тот день у него был только пакет с обедом. Он также сказал, что у него нет винтовки.
Примерно через полчаса после убийства президента Кеннеди полиция Далласа, к которой присоединились заместители шерифа, начала поэтажный обыск здания Техасского школьного книгохранилища. Винтовка была найдена заместителем шерифа Сеймуром Вайцманом и офицером Джином Буном среди картонных коробок на шестом этаже.

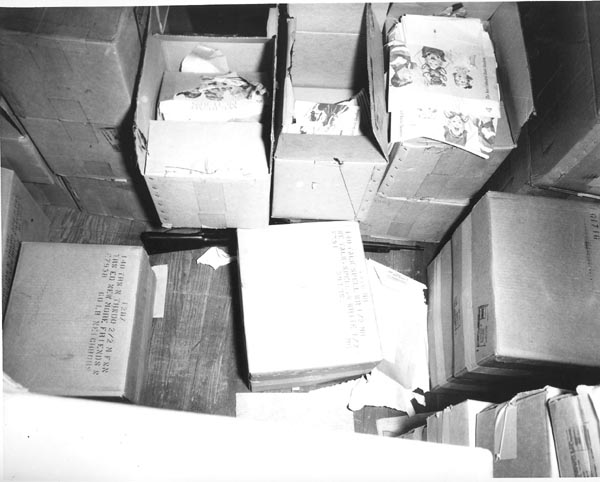
Расположение винтовки на 6-м этаже книгохранилища.

Два офицера, которые нашли винтовку, а позже и капитан Фриц, подняли её за перевязь, но не брали её в руки до прибытия лейтенанта Карла Дэя из отдела осмотра места преступления бюро опознания. Затем лейтенант Дэй держал винтовку за приклад одной рукой, «потому что она была слишком грубой, чтобы держать отпечатки пальцев», и осматривал винтовку с увеличительным стеклом в другой руке. Он проверил, что на затворе нет отпечатков, прежде чем Фриц выстрелил боевым патроном..
Также поблизости были обнаружены три латунных патрона 6,5 × 52 мм, которые, как позже выяснилось, были выпущены из винтовки Освальда. Один из пустых патронов, CE 543, имел вмятину в районе горлышка. Эксперты по баллистике показали Специальному комитету Палаты представителей по делам об убийствах (HSCA), что это, вероятно, произошло, когда из винтовки был произведен быстрый выстрел и гильза была выброшена. Когда из винтовки были выпущены четыре пробные пули, у одного из четырёх патронов была вмятина на шейке, как у CE 543.
Винтовка была подвергнута дальнейшей судебно-медицинской экспертизе в лаборатории. Лейтенант Дэй обнаружил на части винтовки отпечаток ладони, который мог появиться там только тогда, когда винтовка не была полностью собрана (иначе деревянная рукоятка закрывает ствол). Однако лейтенант Дэй не завершил свое расследование, потому что ему приказали остановиться и передать винтовку агенту ФБР Винсу Дрейну, потому что ведомство завершит расследование.. Однако позже он провел собственное исследование и пришел к выводу, что отпечатки принадлежали Освальду, потому что к тому времени у него были отпечатки Освальда в деле.
Начальник полиции Джесси Карри показал, что, несмотря на то, что он считал, что ФБР не обладает юрисдикцией в отношении этого дела, он выполнил требования ФБР и отправил винтовку и все другие доказательства в их лаборатории в Вашингтоне. Ночью после убийства Кеннеди агент ФБР Винсент Дрейн вывез винтовку из Далласа в Вашингтон, которую затем передал её агенту ФБР Роберту Фрейзеру. Он показал, что хранил его в офисе ФБР до 27 ноября 1963 года, после чего он был отправлен обратно в Даллас и возвращен кому-то в полицейском управлении Далласа по неясным причинам. Позже его отправили обратно в штаб-квартиру ФБР в Вашингтоне.
Начальник отдела скрытых отпечатков пальцев отдела идентификации ФБР Себастьян Латона, показал, что отпечаток ладони, найденный на стволе винтовки, принадлежал Ли Харви Освальду. Эксперты сходятся во мнении, что отпечатки ладоней так же уникальны, как и отпечатки пальцев для установления личности..
Первоначально ошибочно идентифицированная как винтовка Маузера немецкого производства, полиция Далласа после осмотра в своей лаборатории определила, что это итальянская винтовка Carcano. Комиссия Уоррена пришла к выводу, что первоначальная идентификация винтовки была ошибочной. Специальный комитет Палаты представителей по делам об убийствах расследовал утверждения исследователей о том, что оружием на самом деле была винтовка Маузера. Комитет сравнил сделанные полицией Далласа на месте фотографии винтовки, новостной фильм об изъятии винтовки, новостные фотографии выносимого оружия, многочисленные новостные фотографии и фильмы, на которых винтовка проносится по коридорам Штаб-квартира полиции Далласа, а также позже сделанные ФБР и полицией Далласа фотографии, и сравнили их с хранящейся в Национальном архиве винтовкой Каркано. Они пришли к выводу, что винтовка, изображенная на фотографиях и фильмах, была той же винтовкой, которая хранится в архивах, и, следовательно, это была Carcano, а не Маузер.

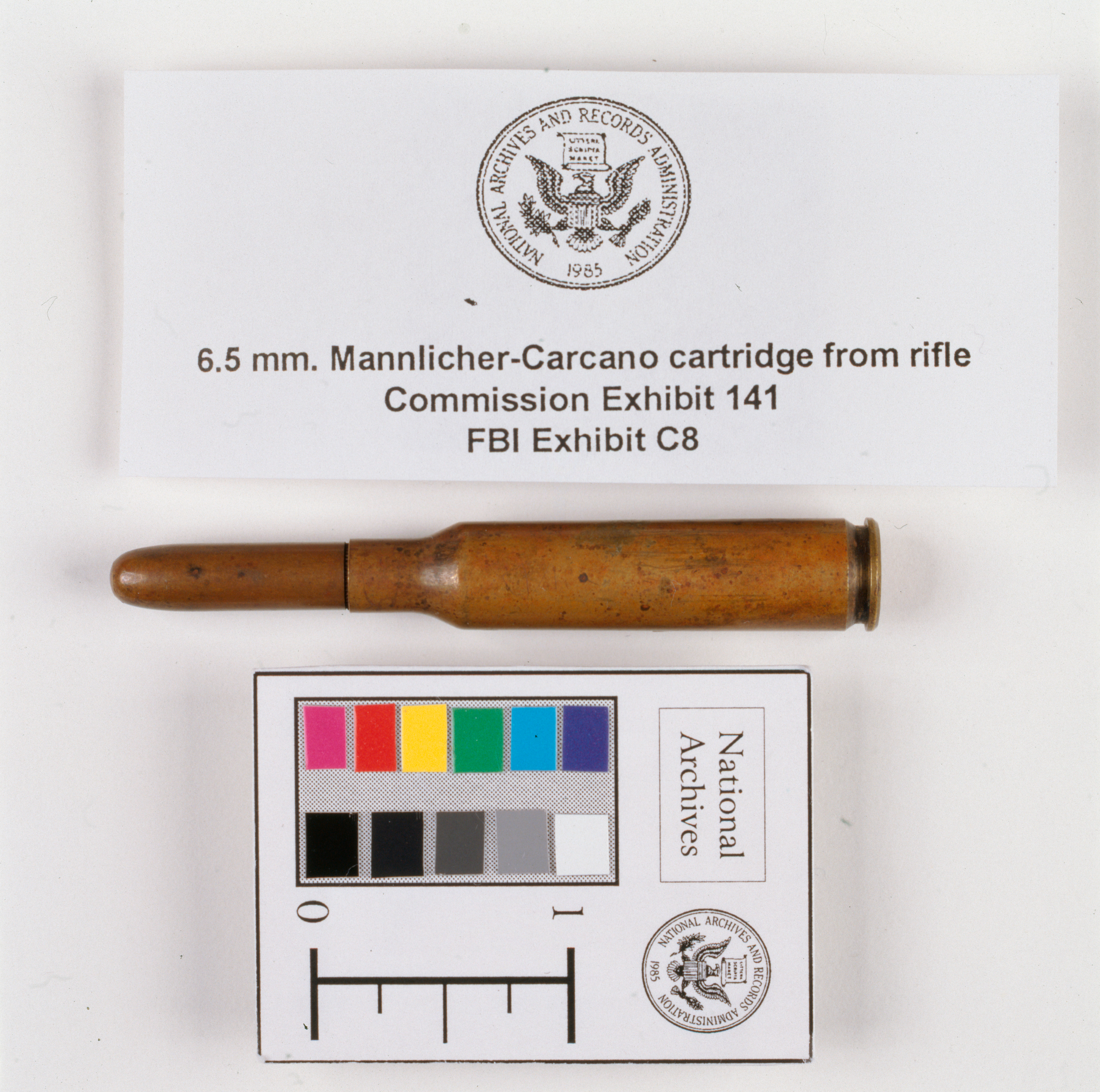
Невыстреленный патрон 6,5 × 52 мм, оставшийся в винтовке (CE-141, или Экспонат 141 Комиссии Уоррена).
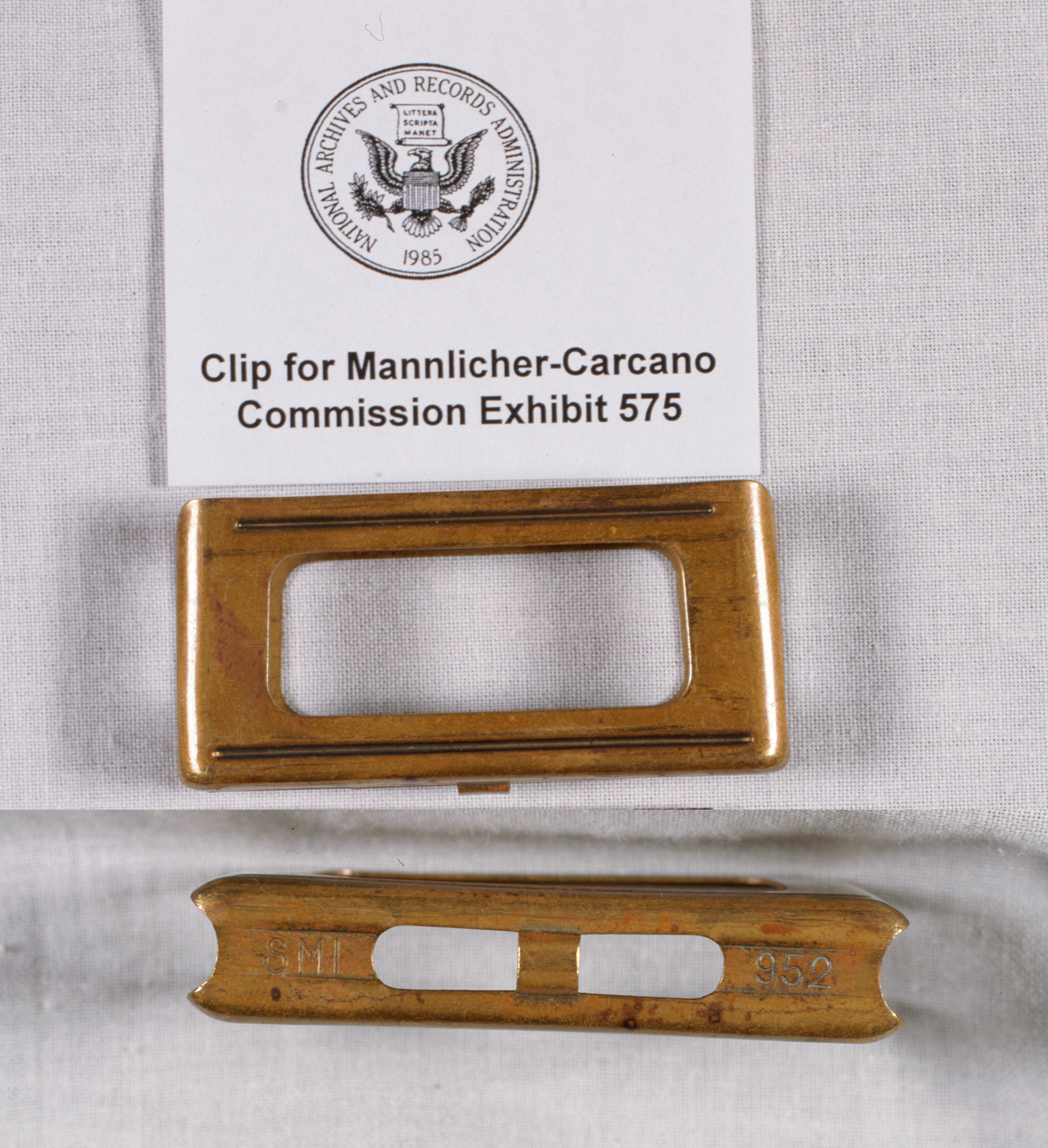
Обойма En bloc, используемая в винтовке Освальда Каркано.

## Дальнейшая история
Винтовка оставалась во владении ФБР с ноября 1963 г. по ноябрь 1966 г., за исключением коротких периодов в 1964 г., когда она передавалась комиссии Уоррена и испытывалась отделом оценки оружия армии США. Точно так же пистолет находился в ФБР с ноября 1963 по ноябрь 1966 гг., за исключением короткого периода передачи комиссии в 1964 г.
В декабре 1964 года вдова Ли Освальда Марина продала все свои права на винтовку и пистолет за 5 тыс. долл.; а в марте 1965 года она продала все, что у неё было, за дополнительные 5 тыс. долл. Дополнительный платеж в 35 тыс. долл. зависел от того, получит ли покупатель право собственности «без каких-либо неблагоприятных претензий».
Покупателем был денверский нефтяник и коллекционер оружия Джон Дж. Кинг, который подал иск в федеральный суд в мае 1965 года о возвращении оружия из владения правительством США. В ответ отдел по налогам на алкоголь и табак Службы внутренних доходов возбудил дело о конфискации в отношении винтовки и пистолета. Окружной суд США постановил, что Освальд использовал вымышленные имена при покупке оружия в нарушение Федерального закона об огнестрельном оружии 1938 года, который допускал немедленный захват и конфискацию любого такого незаконно полученного оружия.
Решение суда низшей инстанции было отменено по апелляции в июле 1966 г., и апелляционный суд постановил, что «в Федеральном законе об огнестрельном оружии нет положения, требующего от покупателя использовать свое настоящее имя при заказе оружия у торговца, имеющего лицензию в соответствии с законом», и что правительству пришлось бы приобретать право собственности на оружие экспроприации. После этого, в ноябре 1966 г., Генеральный прокурор США, действуя в соответствии с полномочиями, предусмотренными публичным законом 89-318, опубликовал свое определение о том, что рассмотренные комиссией Уоррена различные предметы, включая являвшееся предметом процедуры конфискации оружие, должны быть приобретены США. После публикации «все права, правовой титул и интересы в отношении» оружия «переходят к США».
Кинг подал в суд на правительство США о возмещении ущерба в размере 5 млн долл. за изъятие оружия, но его иск был отклонен судом, который направил дело в суд, и написал:
Иск Кинга был заслушан на суде в федеральном суде в 1969 году, где присяжные из двенадцати человек согласились с утверждением правительства о том, что Ли Освальд отказался от винтовки в 1963 году, поэтому у Марины Освальд не было претензий на неё или права продажи. Кинг не получил компенсации за изъятие винтовки федеральным правительством, хотя он получил 350 долл. в качестве компенсации за изъятие правительством пистолета, найденного у Освальда при его аресте, который Кинг также купил у Марины Освальд.
Винтовка указана в онлайн-описи Национального управления архивов и документации в Колледж-Парке, штат Мэриленд. В Музее шестого этажа в Далласе выставлен ещё один образец этой винтовки.